# Monte Forel
Il monte Forel (mont Forel, 3383 m) è il 4º monte più alto della Groenlandia, dopo il monte Gunnbjørn, il Dome e il Cone. Si trova nella Terra di Re Cristiano IX, ad un centinaio di chilometri a nord del circolo polare artico; appartiene al comune di Sermersooq.